# We Are Messengers
 (avril 2024).
 (janvier 2024).
La mise en forme du texte ne suit pas les recommandations de Wikipédia : il faut le « wikifier ».
Les points d'amélioration suivants sont les cas les plus fréquents. Le détail des points à revoir est peut-être précisé sur la page de discussion.
- Les titres sont pré-formatés par le logiciel. Ils ne sont ni en capitales, ni en gras.
- Le texte ne doit pas être écrit en capitales (les noms de famille non plus), ni en gras, ni en italique, ni en « petit »…
- Le gras n'est utilisé que pour surligner le titre de l'article dans l'introduction, une seule fois.
- L'italique est rarement utilisé : mots en langue étrangère, titres d'œuvres, noms de bateaux, etc.
- Les citations ne sont pas en italique mais en corps de texte normal. Elles sont entourées par des guillemets français : « et ».
- Les listes à puces sont à éviter, des paragraphes rédigés étant largement préférés. Les tableaux sont à réserver à la présentation de données structurées (résultats, etc.).
- Les appels de note de bas de page (petits chiffres en exposant, introduits par l'outil «  Source ») sont à placer entre la fin de phrase et le point final[comme ça].
- Les liens internes (vers d'autres articles de Wikipédia) sont à choisir avec parcimonie. Créez des liens vers des articles approfondissant le sujet. Les termes génériques sans rapport avec le sujet sont à éviter, ainsi que les répétitions de liens vers un même terme.
- Les liens externes sont à placer uniquement dans une section « Liens externes », à la fin de l'article. Ces liens sont à choisir avec parcimonie suivant les règles définies. Si un lien sert de source à l'article, son insertion dans le texte est à faire par les notes de bas de page.
- La présentation des références doit suivre les conventions bibliographiques. Il est recommandé d'utiliser les modèles {{Ouvrage}}, {{Chapitre}}, {{Article}}, {{Lien web}} et/ou {{Bibliographie}}. Le mode d'édition visuel peut mettre en forme automatiquement les références.
- Insérer une infobox (cadre d'informations à droite) n'est pas obligatoire pour parachever la mise en page.

Pour une aide détaillée, merci de consulter Aide:Wikification.
Si vous pensez que ces points ont été résolus, vous pouvez retirer ce bandeau et améliorer la mise en forme d'un autre article.
We Are Messengers est un groupe chrétien américain originaire de Monaghan, en Irlande, créé en 2015. Leur premier album studio, We Are Messengers, sort en 2016 via Word Records et Curb Records. L'album atteint le top 10 du hit-parade Billboard et le top 15 du hit-parade Billboard Heatseeker. L'EP suivant, Honest, sort en 2019 et atteint le top 10 du palmarès Billboard Christian Albums.

## Origine
Le groupe se forme à Monaghan, en Irlande, en 2015. Les membres actuels sont Darren Mulligan (chanteur principal), Kyle Williams (chanteur et guitariste), Drew Kerxton (batteur) et Raul Aguilar (bassiste).
Le premier album studio du groupe, We Are Messengers, sort le 22 avril 2016 via Word Records et Curb Records,,. Cet album atteint la 10e place du classement Billboard Top Christian Albums (Meilleurs albums chrétiens) et la 16e place des albums Top Heatseekers. Leur deuxième EP, Honest, sorti le 29 mars 2019, se classe au 7e rang du classement des meilleurs albums chrétiens et au 44e rang du classement des meilleures ventes d'albums[réf. nécessaire].
Le groupe compte cinq top 10 de Billboard Christian Airplay, dont Maybe It's Ok et Magnify.

## Membres
- Darren Mulligan : chant, guitare
- Kyle Williams : guitare
- Raul Aguilar : basse
- Drew Kerxton : batterie

## Discographie

### Albums studios
| Titre                                                    | Détails de l'album                                                                    | Billboard 200 | Meilleurs albums chrétiens | Heatseekers |
| -------------------------------------------------------- | ------------------------------------------------------------------------------------- | ------------- | -------------------------- | ----------- |
| We Are Messengers (en)                                   | - Sortie : 22 avril 2016 - Label : Curb/Word - Formats : CD, téléchargement numérique | —             | 10                         | 16          |
| Power                                                    | - Sortie : 31 janvier 2020 - Label : Curb/Word                                        | —             | 15                         | —           |
| Wholehearted (en)                                        | - Sortie : 15 octobre 2021 - Label : Curb/Word                                        | —             | 15                         | —           |
| "—" désigne un enregistrement qui n'a pas été enregistré |                                                                                       |               |                            |             |

### EP
| Titre                                                    | Détails de l'album                                                                   | Billboard 200 | Meilleurs albums chrétiens |
| -------------------------------------------------------- | ------------------------------------------------------------------------------------ | ------------- | -------------------------- |
| Honest                                                   | - Sortie : 29 mars 2019 - Label : Word/Curb - Formats : CD, téléchargement numérique | —             | 7                          |
| "—" désigne un enregistrement qui n'a pas été enregistré |                                                                                      |               |                            |

### Singles
| Année                                                    | Titre                                   | Meilleurs albums chrétiens | Radio chrétienne | Billboard chrétien | Ventes digitales |
| -------------------------------------------------------- | --------------------------------------- | -------------------------- | ---------------- | ------------------ | ---------------- |
| 2016                                                     | Everything Comes Alive                  | 13                         | 7                | 6                  | 28               |
| 2017                                                     | God With Us                             | 29                         | 12               | 6                  | —                |
| 2017                                                     | Magnify                                 | 10                         | 5                | 4                  | 28               |
| 2017                                                     | I'll Think About You                    | 37                         | —                | —                  | 20               |
| 2017                                                     | Point To You                            | 13                         | 5                | 9                  | 12               |
| 2017                                                     | From Heaven to Earth (Joy To The World) | 23                         | 7                | 9                  | —                |
| 2018                                                     | Needing You Now                         | 49                         | 30               | 29                 | —                |
| 2018                                                     | Maybe It's Ok (en)                      | 5                          | 2                | 2                  | 10               |
| 2019                                                     | Power                                   | 14                         | 12               | 9                  | —                |
| 2019                                                     | This Is Jesus                           | 29                         | 13               | 3                  | —                |
| 2020                                                     | Love                                    | 13                         | 9                | 10                 | —                |
| 2020                                                     | Image of God                            | 12                         | 8                | 8                  | 20               |
| 2021                                                     | Come What May (en)                      | 2                          | 1                | 2                  | —                |
| 2022                                                     | God You Are                             | 28                         | 27               | 22                 | —                |
| 2022                                                     | Wholehearted                            | 2                          | 13               | 2                  | —                |
| 2022                                                     | Saviour                                 | 31                         | 2                | 3                  | —                |
| 2023                                                     | Now It's Your Turn                      | 17                         | 19               | 2                  | —                |
| "—" désigne un enregistrement qui n'a pas été enregistré |                                         |                            |                  |                    |                  |

### Singles promotionnels
| Année | Titre               | Album       |
| ----- | ------------------- | ----------- |
| 2019  | The Devil Is A Liar | Honest (EP) |

## Compilations
- 2016 : WOW Hits 2017, Everything Comes Alive (de We Are Messengers )
- 2017 : WOW Hits 2018, Magnify (de We Are Messengers )
- 2017 :La bande originale de Shack, Je penserai à toi
- 2018 : WOW Hits 2019, Point To You (de We Are Messengers )

## Récompenses et nominations
GMA Dove Awards
| Année | Nomination        | Récompense            | Résultat |
| ----- | ----------------- | --------------------- | -------- |
| 2016  | We Are Messengers | Révélation de l'année | Nommé    |